# 9С15
9С15 «Обзор-3» (по классификации НАТО — Bill Board) — советская и российская самоходная радиолокационная станция кругового обзора из состава ЗРС С-300В.
Способна одновременно проводить активный поиск целей (3 координаты) а также пассивный (2 координаты).

## История создания
Разработка РЛС 9С15 была начата по единым тактико-техническим требованиям предъявляемым к ЗРС С-300В. Работы велись в новосибирском Научно-исследовательском институте измерительных приборов под руководством В. В. Райзберга, Ю. А. Кузнецова, а затем Г. Н. Голубева. В 1983 году комплекс С-300В1 был принят на вооружение в составе командного пункта 9С457, РЛС 9С15, МСНР 9С32, ПУ 9А83, ПЗУ 9А85 и ЗУР 9М83. В 1988 году был пройден второй этап испытаний, после которого комплекс С-300В был дополнен РЛС 9С19, ПУ 9А82, ПЗУ 9А84 и ЗУР 9М82.

## Описание конструкции
Основным назначением РЛС 9С15 является постоянный обзор заданного пространства и сопровождение до 200 аэродинамических целей и баллистических ракет типа MGM-52 «Ланс» и «Скад», а также передача всей полученной информации на командный пункт 9С457. Станция работает в сантиметровом диапазоне электромагнитных волн, обладает высокой пропускной способностью и программным управлением лучом. Работа станции реализована в двух режимах.
Первый режим предназначен для обнаружения и сопровождения аэродинамических целей. В этом режиме обеспечена зона обзора 45° по углу места, при этом дальность обнаружения составляет до 240 км. Обзор сектора поиска занимает 12 секунд. Вероятность обнаружения цели класса истребитель на максимальной дальности обзора составляет 50 %.
Второй режим предназначен в основном для обнаружения и сопровождения баллистических ракет. В этом режиме обеспечена зона обзора от 20° до 55° по углу места, при этом инструментальная дальность обнаружения составляет до 150 км. Обзор сектора поиска занимает 9 секунд. Надёжное обнаружение цели класса истребитель производится на инструментальной дальности обзора, а целей типа MGM-52 «Ланс» или Р-17 — не менее 115 км.
В состав 9С15 входят:
1. Антенный пост;
2. Приёмник;
3. Система обнаружения «Свой-чужой»;
4. Автоматизированная система получения и обработки информации.

### Ходовая часть
Все средства командного пункта 9С457 установлены на специальное гусеничное шасси, имеющее индекс ГБТУ — «Объект 832». Шасси разработано в конструкторском бюро Ленинградского завода имени Кирова. В основе конструкции лежит шасси самоходной пушки 2С7 «Пион». Изменено положение моторно-трансмиссионного отделения (перенесено в кормовую часть машины), узлы и агрегаты шасси по отдельным узлам унифицированы с танками Т-72 и Т-80.

## Модификации
- 9С15 — РЛС ЗРС С-300В1
- 9С15М — РЛС ЗРС С-300В
- 9С15М2 — РЛС ЗРС С-300ВМ